# Condado de Torreflorida

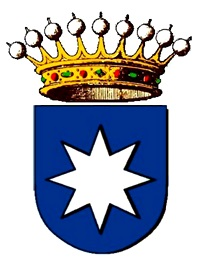
Escudo de armas del condado de Torreflorida

El condado de Torreflorida es un título nobiliario español creado el 5 de abril de 1818 por el rey Fernando VII, con el vizcondado previo de Alvarado, a favor de Juan Estage Guiral de Alvarado y Vázquez de Molina, jefe de la Casa de Alvarado de Aragón y XI señor de iure de las baronías de El Real y Undués de Lerda. El condado toma su nombre de una finca agrícola de La Almunia de Doña Godina, en la provincia de Zaragoza.

## Antecedentes
La concesión del título de conde de Torreflorida supone uno de los principales reconocimientos de la monarquía a la Casa de Alvarado de Aragón por su lealtad y servicios a la Corona. Con esta merced, se quiso recompensar al linaje por la renuncia en 1513 al dominio efectivo de sus señoríos de El Real y Undués de Lerda, en la actual provincia de Zaragoza, en aras de la paz en la frontera entre los reinos de Aragón y Navarra. De esta manera, Juan Estage Guiral de Alvarado y Vázquez de Molina, infanzón oriundo de La Almunia de Doña Godina, jefe de la Casa de Alvarado de Aragón y XI señor de iure de las baronías de El Real y Undués de Lerda, fue nombrado caballero supernumerario de la Real y Distinguida Orden de Carlos III el 30 de septiembre de 1786 y conde de Torreflorida, con vizcondado previo de Alvarado, el 5 de abril de 1818.

## Armas
El escudo de armas del condado de Torreflorida se describe, según la terminología precisa de la heráldica, por el siguiente blasón:
"En campo de azur, una estrella de plata de ocho puntas. Al timbre, corona de conde."

## Condes de Torreflorida
|                           | Titular                                            | Periodo                   |
| Creación por Fernando VII | Creación por Fernando VII                          | Creación por Fernando VII |
| ------------------------- | -------------------------------------------------- | ------------------------- |
| I                         | Juan Estage Guiral de Alvarado y Vázquez de Molina | 1818-1830                 |
| II                        | Mariano Estage y Peralta                           | 1831-1851                 |
| III                       | María Manuela Estage y Sancho                      | 1854-1911                 |
| IV                        | Manuel Ferrández-Estage e Íñigo                    | 1912-1923                 |
| V                         | Miguel Garriga y Ferrández-Estage                  | 1924-1963                 |
| VI                        | Miguel Garriga y Ortiz                             | 1964-1988                 |
| VII                       | Luis María Garriga y Ortiz                         | 1998-actual titular       |

## Historia de los condes de Torreflorida
- Juan Estage Guiral de Alvarado y Vázquez de Molina, vizconde de Alvarado y I conde de Torreflorida. Nacido en La Almunia de Doña Godina el 27 de diciembre de 1747. Regidor decano de nobles de La Almunia en 1781 y caballero de la Cofradía de San Jorge en Zaragoza, fue miembro fundador de la Real Maestranza de Caballería de Zaragoza en 1819. El 30 de septiembre de 1786 es nombrado caballero supernumerario de la Real y Distinguida Orden de Carlos III.

1. Casó con Ángela de Peralta y Balda, de los marqueses de Falces. Le sucedió su hijo:

- Mariano Estage y Peralta, II conde de Torreflorida. Nacido en La Almunia de Doña Godina y fallecido en Zaragoza el 17 de diciembre de 1850. Fue caballero regidor de la ciudad de Zaragoza, académico de honor de la Real Academia de Bellas Artes de San Luis y caballero de la Real Maestranza de Caballería de Zaragoza, de la que llegó a ser teniente de hermano mayor desde el 8 de abril de 1845 hasta el 28 de mayo de 1847.

1. Casó por poderes el 22 de enero de 1805 con María Jacinta Sancho y de Exea,[5] nacida en La Almunia de Doña Godina el 11 de septiembre de 1774. Le sucedió su hija:

- María Manuela Estage y Sancho, III condesa de Torreflorida.

1. Casó en 1856 con Ramón Valero de Bernabé y la Figuera. Sin descendencia. Le sucedió su sobrino nieto, nieto primogénito de su hermana Juana Capistrana Estage y Sancho:

- Manuel Ferrández-Estage e Íñigo, IV conde de Torreflorida.

1. Casó con Josefa Ulloa y Dávila Ponce de León, de los marqueses de Torremilanos. Sin descendencia. Le sucedió su sobrino carnal, hijo de su hermana Juana Ferrández-Estage e Íñigo y su esposo Miguel Garriga y Aznar, de los marqueses de Cabanes:

- Miguel Garriga y Ferrández-Estage, V conde de Torreflorida. Sin descendencia. Le sucedió su sobrino carnal, hijo de su hermano Emilio Garriga y Ferrández-Estage:

- Miguel Garriga y Ortiz, VI conde de Torreflorida. Sin descendencia. Le sucedió su hermano:

- Luis María Garriga y Ortiz, VII conde de Torreflorida. Nacido en Borja (Zaragoza) en 1945.

1. Casado con Elena Astobiza. Con descendencia.

## Curiosidades
Don Fernando de Alvarado, fundador en el siglo XV de la Casa de Alvarado de Aragón, posteriormente de Torreflorida, protagoniza la antigua leyenda conocida como ’La venganza de Orsini’, recogida en la ’Crónica General de España’, de varios autores, editada en Madrid por Rubio, Grilo y Vitturi en 1868.